# Ristar
 (juillet 2019).
Si vous disposez d'ouvrages ou d'articles de référence ou si vous connaissez des sites web de qualité traitant du thème abordé ici, merci de compléter l'article en donnant les références utiles à sa vérifiabilité et en les liant à la section « Notes et références ».
Ristar (sous-titré The Shooting Star au Japon) est un jeu vidéo de plate-forme développé par Sonic Team et édité par Sega pour la Mega Drive en 1995. Une version Game Gear au gameplay similaire mais avec une conception différente du level design est sortie la même année.

## Histoire
Dans une galaxie lointaine, les planètes du système de Valdi sont envahies par les créatures envoyées par le pirate de l'espace Greedy. Ristar l'étoile filante est appelée à la rescousse pour rétablir l'équilibre et l'harmonie sur chacune des planètes. Dans la version japonaise, Ristar est réveillé par Oruto, la mère des étoiles filantes ; tandis que dans les versions occidentales, Ristar est le fils d'un héros légendaire qui est également une étoile filante.

## Système de jeu
La principale caractéristique de Ristar est qu'il possède des bras extensibles qu'il est capable d'allonger dans 8 directions différentes, lui permettant d'attraper ses ennemis pour leur donner un coup de tête afin de les éliminer, mais aussi de s'agripper à diverses plateformes et leviers, ainsi qu'à des éléments du décor pour se projeter dans les airs et rebondir. Cette particularité autour de laquelle révolutionne le gameplay et le leveldesign de Ristar diffère de l'essentiel des jeux de plateforme en cela que ceux-ci reposent en général davantage sur leur mécanique de saut.
Quand Ristar s'agrippe à un objet volant, il peut se balancer afin de sauter vers des endroits plus élevés. Des barres suspendues lui permettent également de tournoyer et se propulser à toute vitesse dans la direction visée.
Dans les zones aquatiques, et notamment sur la planète Undertow, le bouton de saut permet de nager plus vite.
Les niveaux de Ristar renferment des secrets parmi lesquels : des joyaux pour augmenter son score, et des vies supplémentaires. Chaque niveau dissimule également un propulseur spécial qui conduira Ristar dans un niveau bonus où le joueur dispose de 60 secondes pour compléter un parcours unique jusqu'à un coffre au trésor. En fonction du nombre de trésors découverts, le joueur pourra se voir accorder un mot de passe à la fin du jeu. Ristar n'a pas de système de sauvegarde. Le sous-menu "Passwords" accessible dans les options étant plutôt un moyen d'entrer des cheatcodes pour activer, par exemple, des Continues infinis, ou au contraire un Super Hard Mode.

## Développement
Ristar et Sonic partagent un ancêtre commun : en effet, lorsque Sega cherchait à créer une mascotte qui pourrait rivaliser avec Mario, un concept avancé était celui d’un lapin avec des oreilles extensibles capables d'attraper des objets, avant de finalement opter pour un hérisson en boule.
Un easter egg débloquant entièrement le test sonore, et ajoutant un filtre à la musique du jeu (« Onchi Mode ») peut être obtenu grâce au code « MAGURO », surnom de Tomoko Sasaki, qui participe à la bande-son du jeu.

## Accueil
- Joypad : 89 % (12 ans et moins), 81 % (13 ans et plus)[2]